# Cantó de Masamet-Nord-Est
El cantó de Masamet-Nord-Est és un cantó francès del departament del Tarn, a la regió d'Occitània. Està enquadrat al districte de Castres i té 7 municipis. El cap cantonal és Masamet.

## Municipis
- Boisseson
- Masamet
- Pairin e Aut Montel
- Pont de Larn
- Lo Rialet
- Sant Salvi dels Ròcs
- Lo Vintron

## Història
| Data d'elecció                           | Identitat          | Partit | Qualitat |
| ---------------------------------------- | ------------------ | ------ | -------- |
| 1971-2004                                | Jean-Pierre Cabané | PRG    |          |
| 2004-                                    | Jean-Louis Henry   | PS     |          |
| les dades anteriors no són pas conegudes |                    |        |          |
|                                          |                    |        |          |